# Коч

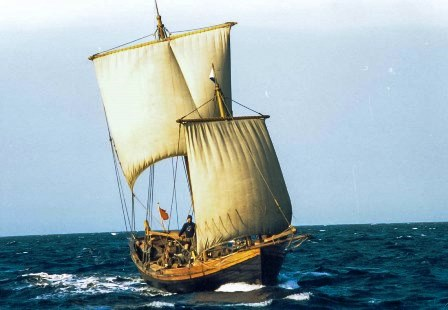
Репліка великого традиційного поморського палубного коча XVIII століття (клуб «Полярний Одіссей», Петрозаводськ).

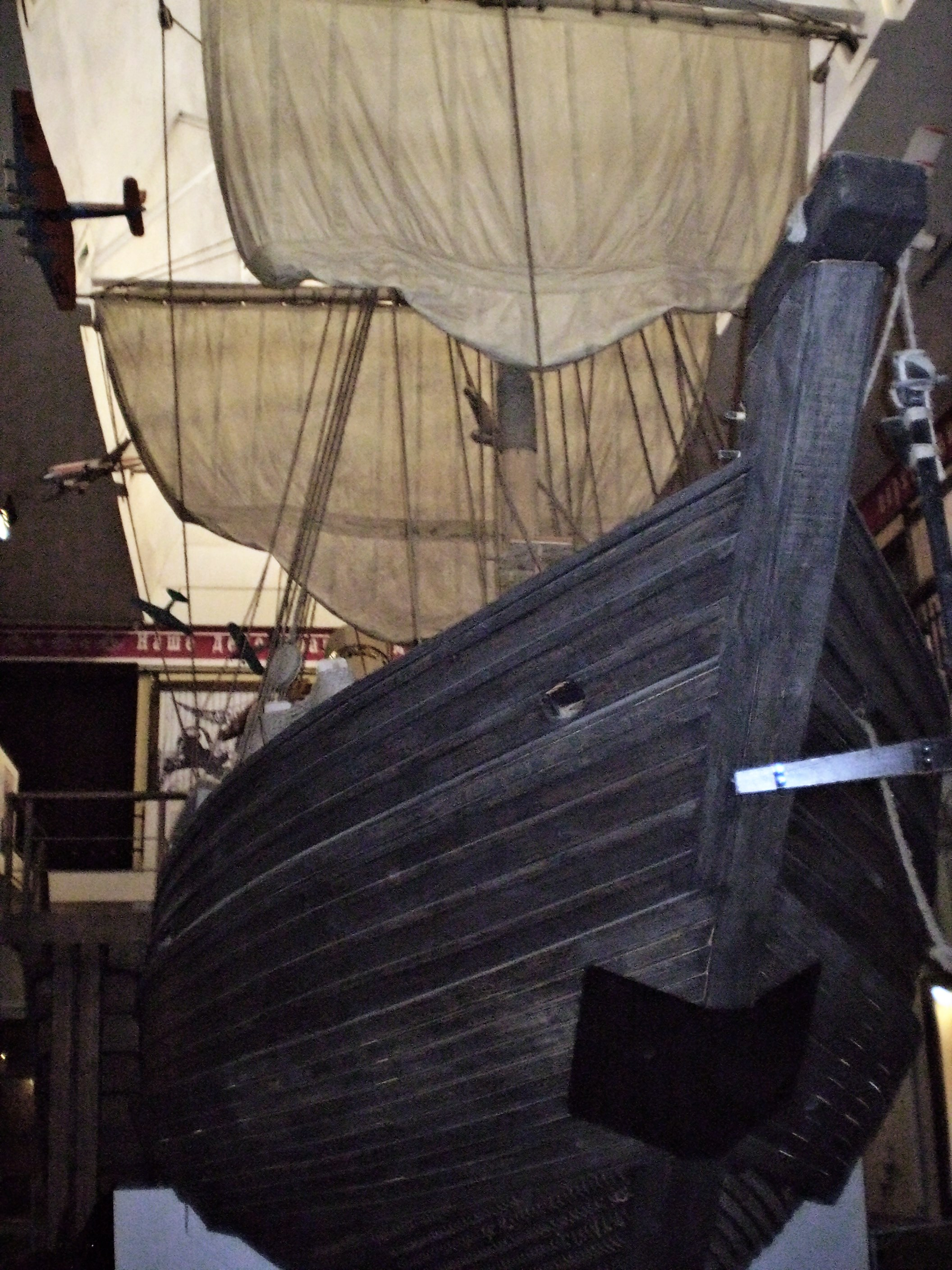
Коч XVII століття. Копія. Красноярський краєзнавчий музей.

Коч, а також ко́ча, ка́ча, кочмара (рос. коч, коча, кача, кочмара, кочьмара) — російське морехідне вітрильне (або вітрильно-гребне) поморів і сибірських промисловців XI—XIX століть. Будовалося з дерева, мало одну палубу і зазвичай одну щоглу, використовувалося для морського промислу.

## Етимологія
Походження назви неясне: припускається утворення від здогадного *кока (зменшувальна форма *кочка), що може походити від сер.-н.-нім. kogge, сер.-в.-нім. kосkе, давн.в-нім. kосkо, нід. kog, kogge («ког»). За іншою версією, слово коч пов'язане зі словом коца — «шуба крижана», тобто друга льодова обшивка судна.

## Історія
Був поширений на Російській Півночі та в Сибіру. Спочатку кочі будувалися поморами. Пізніше будівництво кочів почалося за Уралом. У XVII ст. Кочі почали будувати в Єнісейську.
Кочі спочатку будувалися без застосування металів, за так званою зшивною технологією: шпангоути судна з'єднувалися із зовнішньою обшивкою ялівцевими гужівками (вицами) або прядив'яними мотузками (звідси архангельська назва таких суден — вичанки). Оснащувалися кочі щоглою, навісним стерном і веслами. Також відомі і двощоглові судна.
Корпус судна протистояв стисненню в льодах. Існує думка, що корпус судна мав яйцеподібну форму для витиснення на поверхню льоду. Проте швидше за все йдеться про можливість витягнути коч на лід неушкодженим, чому сприяла його легкість і конструктивні особливості. Саме на це в 1734 році вказував 80-річний архангельський керманич Дмитро Откупщиков при характеристиці кочів: коли «льдами суда затирает, то лутчее спасение судам получают тем, что вышед на лед и тягами судно вызимают…».
Довжина судна від 16 до 24 метрів, ширина від 5 до 8 метрів, команда від 10 до 15 осіб, осадка — 1-1,5 метра, швидкість при попутному вітрі — 6-7 вузлів, вантажність — від 15 до 24 тонн. Використовувалися великі і малі кочі. Великі судна вміщували 35 — 42 осіб. Малі кочі застосовувалися для плавань у гирлах річок.